# Liparis koreana
Liparis koreana là một loài thực vật có hoa trong họ Lan. Loài này được (Nakai) Nakai mô tả khoa học đầu tiên năm 1952.